# Лютовский сельский совет (Харьковская область)
Лю́товский се́льский сове́т входил до 2020 года в состав Золочевского района Харьковской области Украины.
Орган местного самоуправления и административно-территориальная единица села Лютовка Харьковской области; входил до 2020 года в состав Богодуховского уезда, затем Золочевского района сначала Харьковской губернии, затем Богодуховского округа, затем Ахтырского округа, с 1932 года Харьковской области.
Административный центр поселкового совета находился в селе Лютовка.

## История
- Лютовский волостной совет сельских депутатов был организован в первой половине 1917 года, после Февральской революции. Существовал в условиях двоевластия, затем троевластия до декабря 1917 года (Песочинское волостное правление, контролировавшееся уездным комиссаром Временного правительства; украинская губернская Рада, подчинявшаяся Центральной Раде, Советы).
- С декабря 1917 по апрель 1918 совет — единственный орган местного самоуправления в волости. Прекратил свою деятельность с середины апреля 1918 года (ст.ст) в связи с ликвидацией здесь советской власти войсками II Рейха.
- С начала 1919 года по конец июня 1919 (н.ст.) совет действовал. Выборы прошли в начале 1919 г.
- Деятельность совета была возобновлена в феврале 1921 года (в начале декабря 1919—начале 1921 действовал не совет, а местный ВРК).
- В 1920 году, так как Лютовка находилась в прифронтовой зоне ЮФ, власть осуществлял не Совет, а ВРК.
- 1921 — дата возобновления работы Лю́товского сельского Совета депутатов трудящихся в составе Лютовской волости Богодуховского уезда Харьковской губернии Украинской Советской Советской Социалистической Республики. Из волостного совета был выделен Иванковский (Ивашко́вский) сельсовет (с 1925 Конгре́ссовский).
- С 1923 года — в составе Богоду́ховского о́круга (затем Ахтырского), с 1932 — Харьковской области УССР.
- После ВОВ Цаповский сельсовет[4], центр которого был в Малой Цаповке, был присоединён к Лютовскому сельсовету.
- После 1976[5] года большое село Цаповка было исключено из состава Лютовского сельсовета и включено в Золочевский поссовет.
- В начале 1990-х совет назывался «Лютовский сельский Совет народных депутатов».[6]
- После 17 июля 2020 года в рамках административно-территориальной «реформы» по новому делению Харьковской области[7][8] данный Лютовский сельский совет вместе с Золочевским районом был упразднён; входящие в него населённые пункты и его территории присоединены к … территориальной общине Богодуховского(?) района.
- Сельсовет просуществовал 99 лет.

## Адрес сельсовета
- 62230, Харківська обл., Золочівський р-н, с. Лютівка, вул. Підлісянка, 2.

## Населённые пункты совета
- село Лю́товка
- посёлок Возрожде́новка[9][10].

Входили до 1976 года
- село Яблочное (Золочевский район),[11] ныне не существующее,
- село Ца́повка:
  - село Фартушное (хутор Хвартушный[12] в 1940 году) — с начала 1970-х[5] часть Цаповки,
  - село Малая Цаповка — с нач. 1970-х[5] часть Цаповки,
  - Ворошилова (артель имени Вороши́лова[13]) — после ВОВ, но до 1966[11] стала частью Цаповки,
  - село Большая Цаповка — с нач. 1970-х[5] часть Цаповки,

Объединённая Цаповка Золочевского района после 1976 года была исключена из состава Лютовского сельсовета и передана в Золочевский поселковый совет.